# Ancita marginicollis
Ancita marginicollis là một loài bọ cánh cứng trong họ Cerambycidae.